# Eriodictyon angustifolium
Eriodictyon angustifolium är en strävbladig växtart som beskrevs av Thomas Nuttall. Eriodictyon angustifolium ingår i släktet Eriodictyon och familjen strävbladiga växter. Inga underarter finns listade i Catalogue of Life.

## Bildgalleri

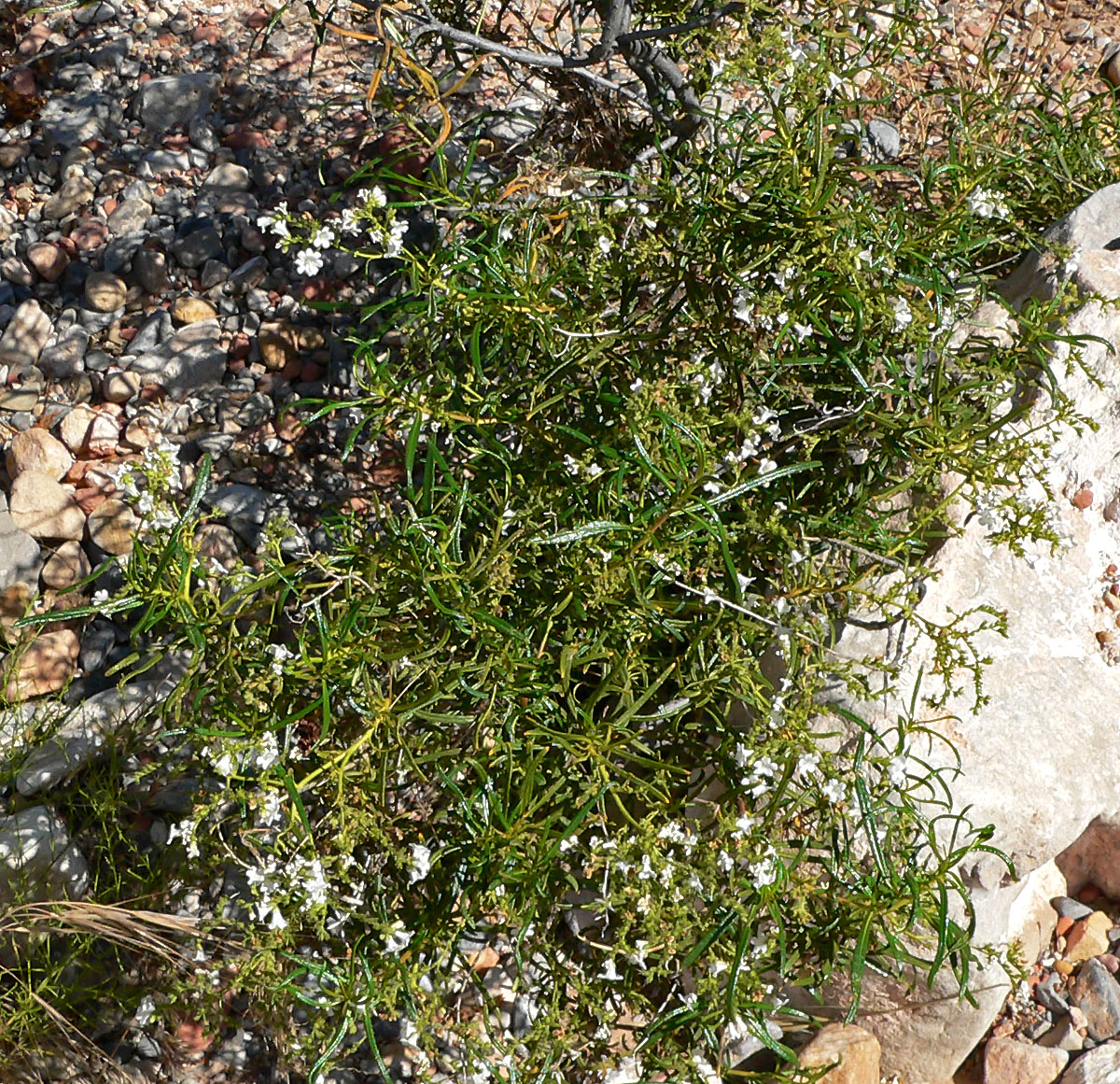
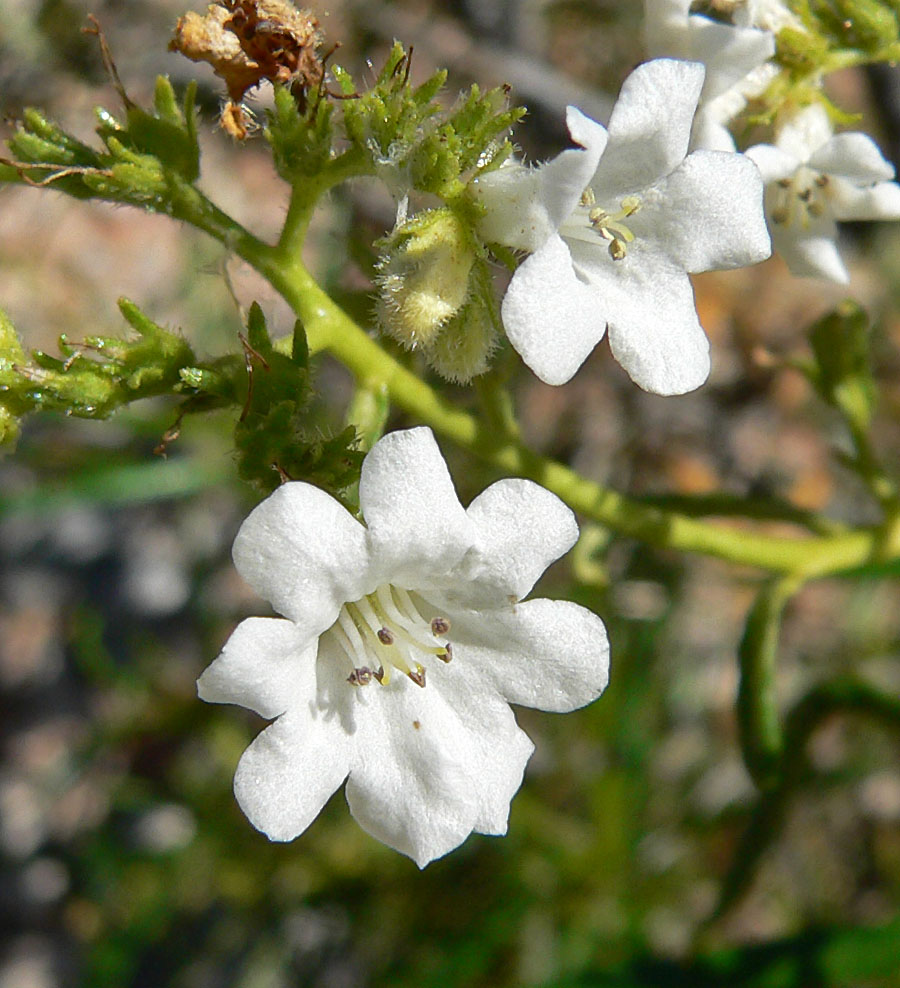
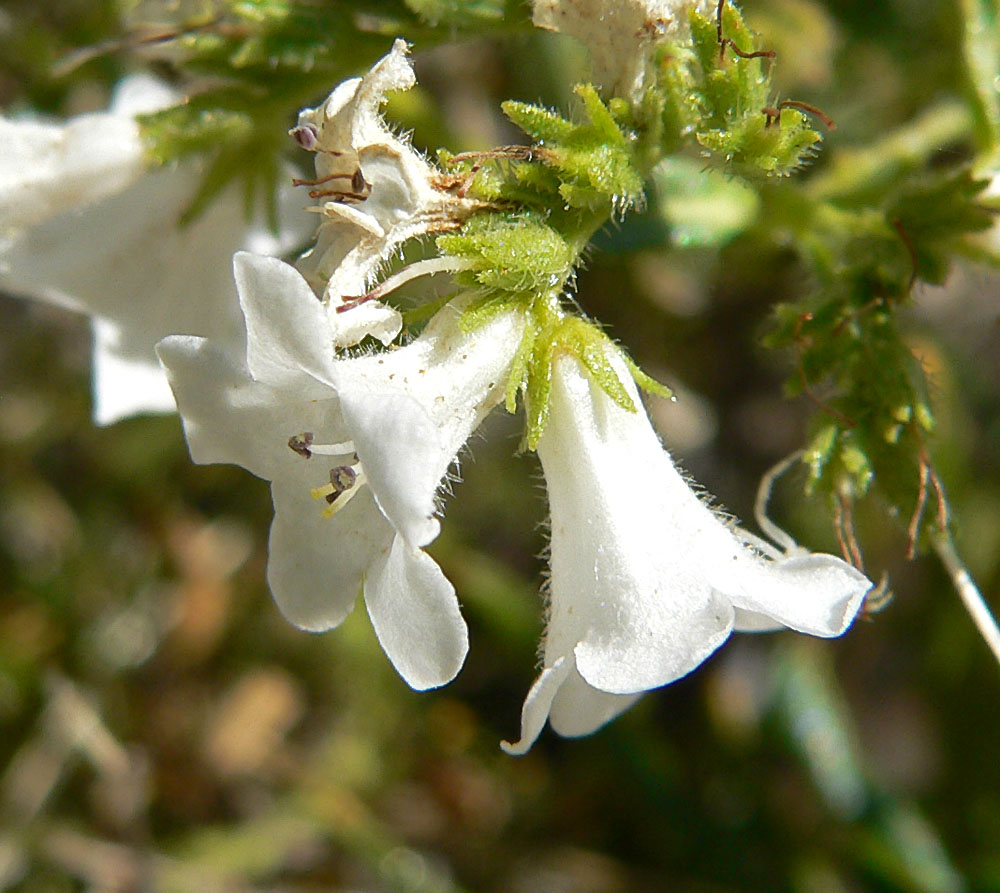
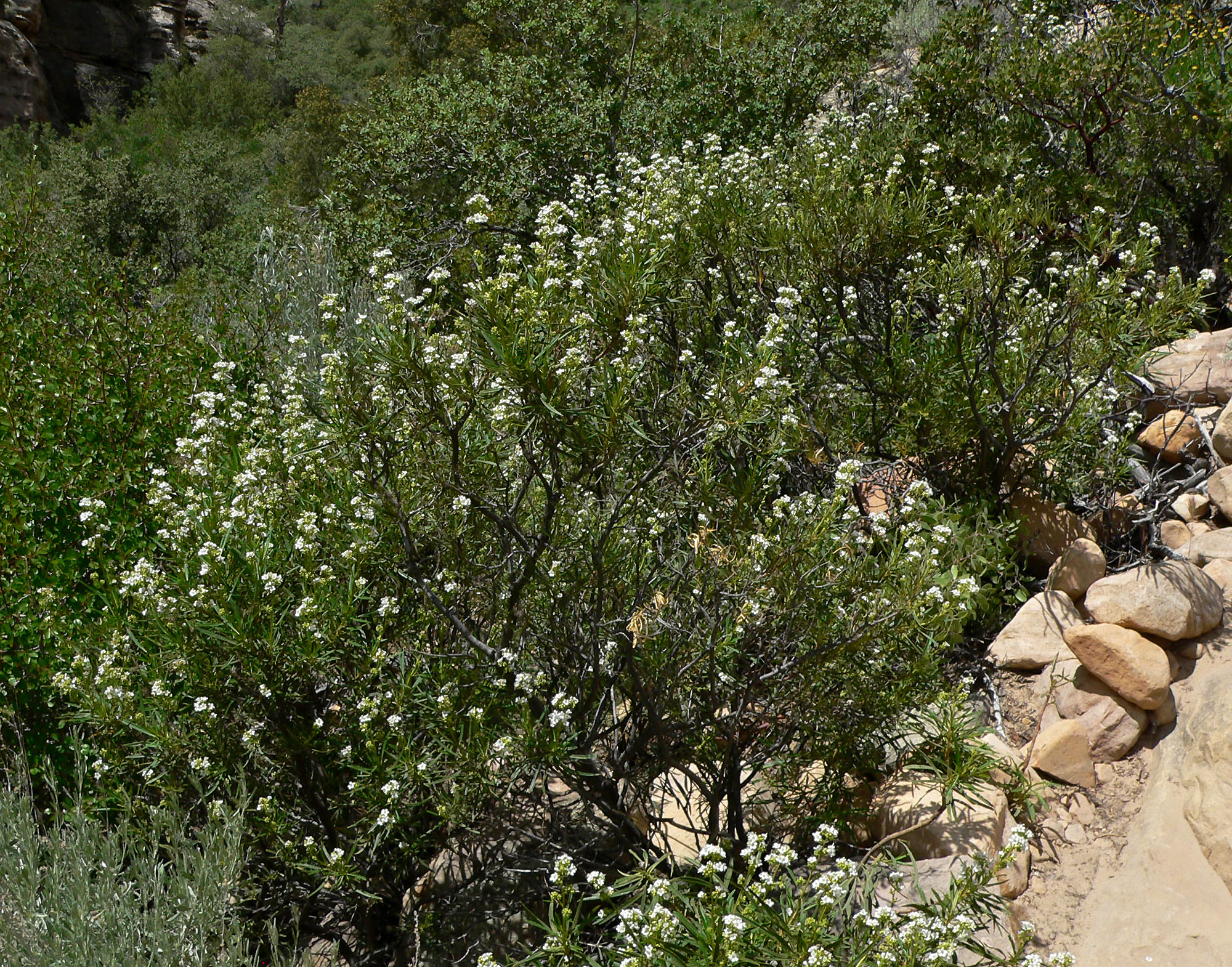
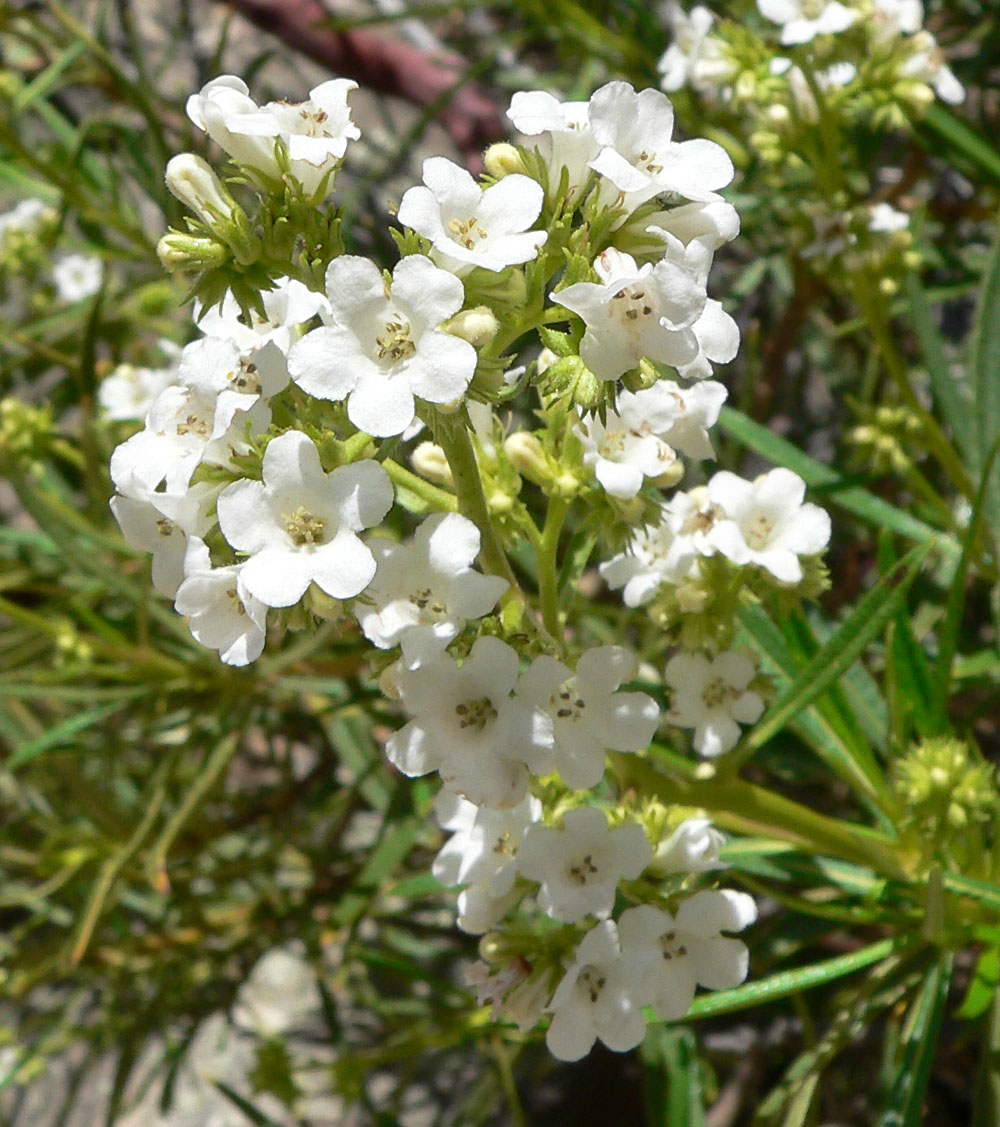
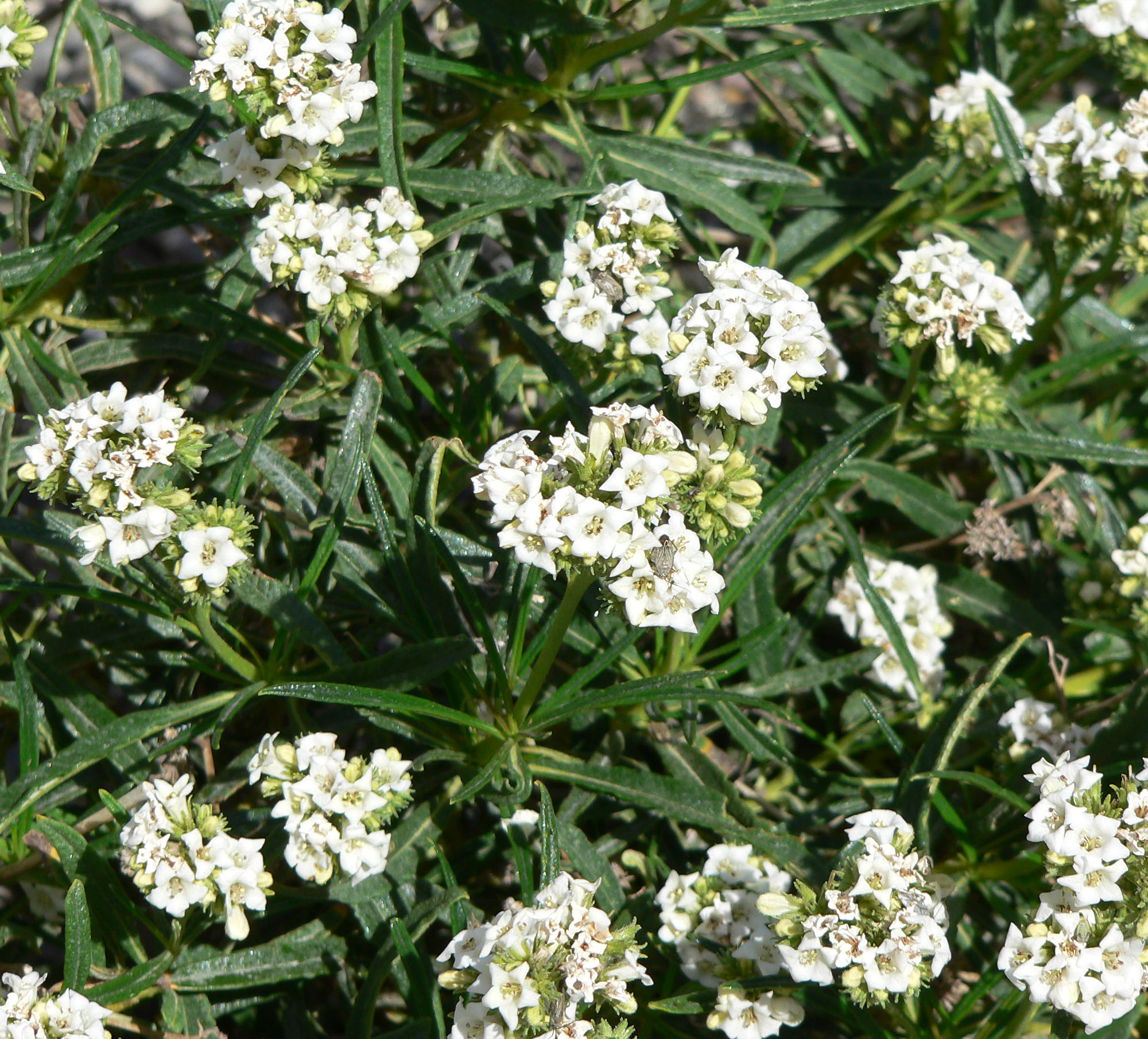